# Francisco Martínez Corbalán
Francisco Martínez Corbalán fue un político español. Fue gobernador civil y diputado a Cortes durante la Restauración borbónica.

## Biografía
Originario de la Región de Murcia, era licenciado en Derecho. Fue abogado y registrador de la propiedad. Fue elegido diputado por el Partido Conservador en el distrito de Yecla en las elecciones generales españolas de 1876 y 1879 y por el distrito de Roquetas en las elecciones generales de 1884. En 1877 fue gobernador civil de la provincia de Murcia. Posteriormente, en 1878, lo fue de Sevilla. En 1880, fue de forma breve director general de Propiedades y Derechos del Estado. Entre julio y noviembre de 1885 fue gobernador civil de la provincia de Madrid.